# Brousses tropicales élevées d'Hawaï
Localisation
Les brousses tropicales élevées d'Hawaï forment une écorégion terrestre définie par le Fonds mondial pour la nature (WWF), qui appartient au biome des prairies, savanes et brousses tropicales et subtropicales de l'écozone océanienne. Elle se situe dans les régions d'altitude de l'archipel hawaïen dans l'océan Pacifique.
La brousse recouvre les versants des volcans Mauna Kea, Mauna Loa, Hualālai (île d'Hawaï) et Haleakalā (île de Maui) et se compose d'arbustes comme Chenopodium oahuense (en), Vaccinium reticulatum, Dubautia menziesii et Santalum haleakalae (en). Elle est adjacente et se mêle parfois à la prairie subalpine, qui est dominée par les herbes à tussacks (Deschampsia nubigena, Eragrostis atropioides, Panicum tenuifolium et Trisetum glomeratum). A l'étage supérieur, les conditions de température et de sécheresse donnent naissance au désert alpin, dominé par l'astéracée endémique Argyroxiphium sandwicense.